# Peter Kang U-il
Peter Kang U-il (ur. 12 października 1945 w Seulu) –  koreański duchowny rzymskokatolicki, w latach 2002–2020 biskup Czedżu. Wyświęcony w 1985 r. na biskupa pomocniczego Seulu ze stolicą tytularną w Balecium.